# Saison 2011 de l'équipe cycliste Rabobank
La saison 2011 de l'équipe cycliste Rabobank est la seizième de l'équipe néerlandaise depuis que le sponsor Rabobank s'est engagé dans le cyclisme en 1996. En tant qu'équipe WorldTour, l'équipe participe à l'ensemble du calendrier de l'UCI World Tour du Tour Down Under en janvier et au Tour de Lombardie en octobre. Parallèlement au World Tour, Rabobank peut participer aux courses des circuits continentaux de cyclisme.
L'équipe Rabobank remporte des victoires sur le World Tour mais également sur des épreuves de l'UCI Europe Tour et de l'UCI Asia Tour. Le meilleur coureur de l'équipe au classement UCI World Tour est Robert Gesink avec sa dix-huitième place. L'équipe néerlandaise termine dixième du classement par équipes.

## Préparation de la saison 2011

### Sponsors et financement de l'équipe
Pour l'année 2011, Rabobank dispose d'un budget de 15 millions d'euros, ce qui en fait le sixième plus élevé des 18 budgets des équipes ProTour.

### Arrivées et départs
L'équipe Rabobank est modifiée par rapport à 2010. Huit coureurs ne font plus partie de  l'équipe néerlandaise. Kai Reus arrête sa carrière au moins temporairement à partir de septembre 2010, Koos Moerenhout achève lui définitivement sa carrière de coureur. Il intègre alors l'encadrement de son équipe pour s'occuper de communication. Denis Menchov s'engage pour l'équipe Geox-TMC. Son compatriote Dmitry Kozontchuk et le Colombien Mauricio Ardila, deux proches de Menchov, le suivent dans l'équipe espagnole. Le Belge Nick Nuyens rejoint lui Saxo Bank-Sungard et les Néerlandais Joost Posthuma et Tom Stamsnijder intègrent Leopard-Trek.
Pour remplacer ces huit éléments, huit coureurs intègrent Rabobank. Les Espagnols Luis León Sánchez et Carlos Barredo rejoignent leurs compatriotes Garate et Freire,,. Le Belge Maarten Wynants suit Barredo de Quick-Step à Rabobank,. Theo Bos fait son retour dans la structure néerlandaise. Il est accompagné de l'Australien champion du monde sur route espoirs 2010 Michael Matthews qui signe son premier contrat professionnel,,. Matti Breschel arrive en provenance du Team Saxo Bank. Enfin deux coureurs néerlandais arrivent dans l'équipe en provenance de la réserve Rabobank Continental : Tom-Jelte Slagter et Coen Vermeltfoort,,.
| Arrivées          | Équipe 2010          |
| ----------------- | -------------------- |
| Carlos Barredo    | Quick Step           |
| Theo Bos          | Cervélo Test         |
| Matti Breschel    | Saxo Bank            |
| Michael Matthews  | Jayco-Skins          |
| Luis León Sánchez | Caisse d'Épargne     |
| Tom-Jelte Slagter | Rabobank Continental |
| Coen Vermeltfoort | Rabobank Continental |
| Maarten Wynants   | Quick Step           |

| Départs           | Équipe 2011       |
| ----------------- | ----------------- |
| Mauricio Ardila   | Geox-TMC          |
| Dmitry Kozontchuk | Geox-TMC          |
| Denis Menchov     | Geox-TMC          |
| Koos Moerenhout   | retraite          |
| Nick Nuyens       | Saxo Bank-Sungard |
| Joost Posthuma    | Leopard-Trek      |
| Kai Reus          | année sabbatique  |
| Tom Stamsnijder   | Leopard-Trek      |

### Objectifs
Rabobank fait partie des quatre premières équipes dont les licences ProTour sont renouvelées en novembre 2010. Le départ de Denis Menchov pour Geox-TMC oblige la formation néerlandaise à s'organiser différemment pour les grands tours. Robert Gesink a ainsi un rôle plus important dans l'équipe en vue du Tour de France. Le recrutement de Luis León Sánchez s'inscrit également dans l'objectif d'obtenir des résultats sur les grands tours,. Ces deux coureurs sont également attendus dans les classiques ardennaises,. L'arrivée de Matti Breschel s'inscrit dans l'optique d'obtenir des résultats sur les classiques flandriennes,. Pour les arrivées au sprint, Rabobank compte sur Óscar Freire, Graeme Brown et les recrues Theo Bos et Michael Matthews,. D'autres coureurs comme Lars Boom ou Bauke Mollema sont également attendus en haut des classements,.

## Déroulement de la saison

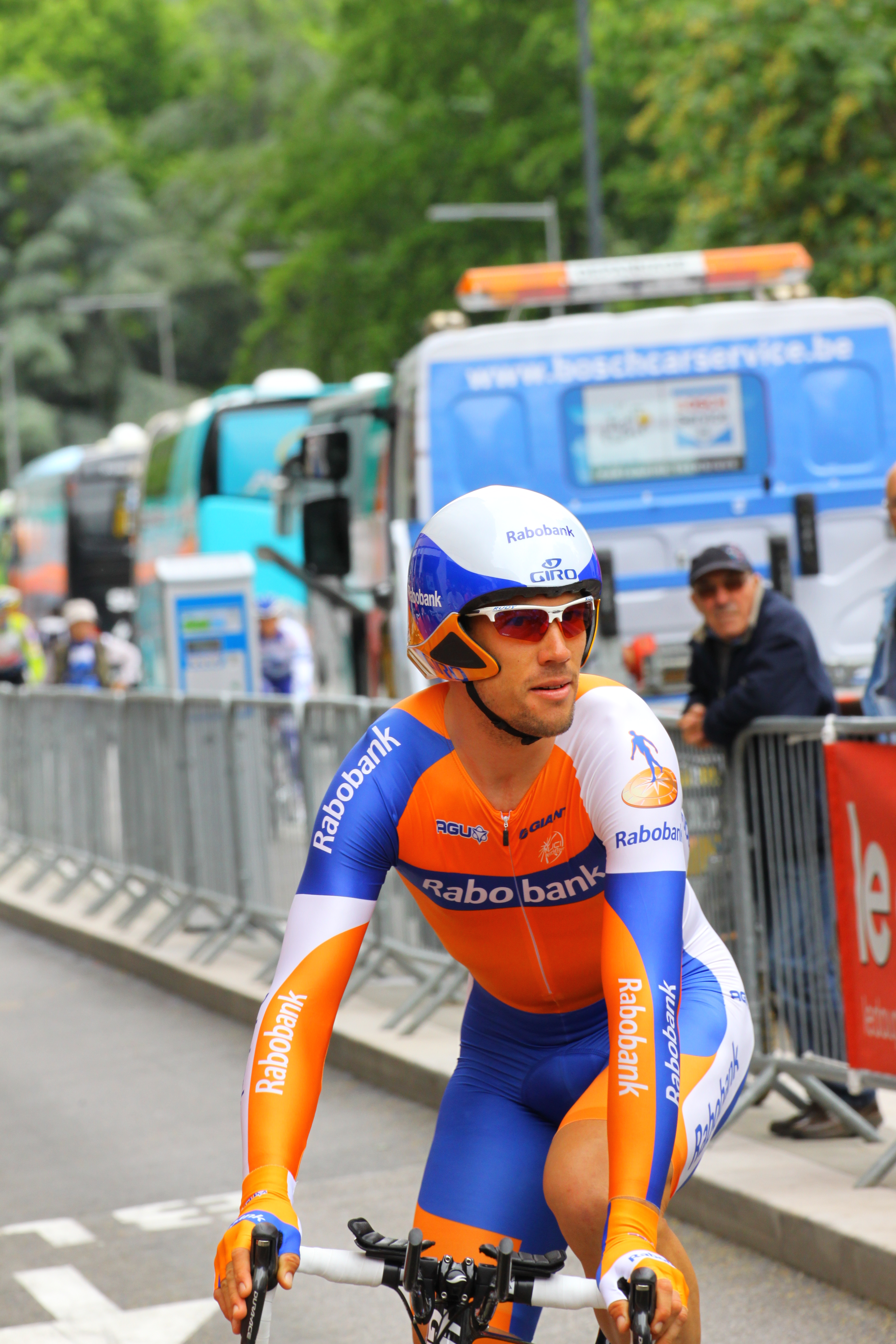
Maarten Tjallingii, ici sur le Dauphiné 2011, troisième de Paris-Roubaix.

### Début de saison
Rabobank obtient sa première victoire en 2011 grâce à Lars Boom qui s'impose lors du championnat des Pays-Bas de cyclo-cross pour la cinquième fois consécutive le 9 janvier. Quelques jours plus tard, le UCI World Tour commence par le Tour Down Under. L'Australien Michael Matthews en profite pour remporter sa première victoire avec Rabobank lors de la troisième étape. Matthews termine quatrième du classement final juste devant son équipier Laurens ten Dam. Ces résultats permettent à Rabobank de pointer en tête du classement par équipes du World Tour à la fin janvier.
Début février, Lars Boom remporte le prologue du Tour du Qatar devant Fabian Cancellara, le champion du monde du contre-la-montre. Theo Bos obtient lui plusieurs places d'honneur lors d'arrivées au sprint. La semaine suivante, Bos s'impose à deux reprises au sprint lors des trois premières étapes du Tour d'Oman. Il bat ainsi Mark Cavendish lors de la première étape puis Daniele Bennati dans la troisième. Robert Gesink gagne ensuite la quatrième étape et prend la tête du classement général. Il accentue son avantage en remportant la cinquième étape, un contre-la-montre comportant deux ascensions et remporte la victoire finale avec plus d'une minute d'avance sur le deuxième, Edvald Boasson Hagen. Óscar Freire s'impose au sprint lors de deux étapes consécutives du Tour d'Andalousie les 23 et 24 février.

#### Classiques flandriennes et ardennaises
Attendu sur les classiques flandriennes, Matti Breschel ne peut y participer en raison de douleurs à un genou qui le handicapent depuis la fin de la saison 2010. Il se fait opérer de ce genou en mars. En son absence, Sebastian Langeveld remporte dès la fin février le Circuit Het Nieuwsblad, la première des classiques du Nord. Le 16 mars, Graeme Brown est troisième de Nokere Koerse. Trois jours plus tard, tenant du titre, Óscar Freire est le premier Rabobank de Milan-San Remo mais avec une 94e place. La semaine suivante, Bram Tankink est cinquième du Grand Prix E3 et Lars Boom neuvième de Gand-Wevelgem.
Sebastian Langeveld est à la lutte pour la victoire jusqu'aux trois derniers kilomètres du Tour des Flandres qu'il finit en cinquième position le 3 avril. La semaine suivante, Maarten Tjallingii monte sur le podium de Paris-Roubaix. Faisant en effet partie quatre coureurs restant de l'échappée du jour à l'entrée du secteur pavé du Carrefour de l'Arbre, avec Johan Vansummeren, Grégory Rast et Lars Ytting Bak, il suit un temps Vansummeren quand celui-ci attaque dans ce secteur pavé avant de lâcher prise. Tjallingii est dépassé dans les derniers instants de la course par Fabian Cancellara et se classe finalement troisième,. Bram Tankink obtient ensuite une nouvelle cinquième place, cette fois-ci lors de la Flèche brabançonne.
L'Amstel Gold Race, seule classique néerlandaise du calendrier se déroulant le 17 avril, est un objectif important pour l'équipe Rabobank. Pour contrer le favori et tenant du titre Philippe Gilbert, la formation néerlandaise compte notamment sur Robert Gesink,. Rabobank se montre en effet pendant la course, l'équipe provoque une scission du peloton à l'entame du dernier tiers de course et deux de ses coureurs attaquent sans succès. Philippe Gilbert s'impose. Les Rabobank sont trois dans les 10 premiers : Óscar Freire est sixième, Robert Gesink neuvième et Paul Martens dixième. Trois jours plus tard, Martens est de nouveau dixième, cette fois-ci sur la Flèche wallonne remportée par Gilbert au sommet du Mur de Huy. Le 24 avril, Gilbert remporte Liège-Bastogne-Liège. Paul Martens et Óscar Freire sont respectivement treizième et quinzième, à 43 secondes du coureur belge. Le lendemain, Michael Matthews remporte le Tour de Cologne.

#### Courses par étapes du printemps
Sur les courses par étapes, Michael Matthews remporte une étape début mars lors du Tour de Murcie. Quelques jours plus tard, Rabobank remporte le contre-la-montre par équipes de Tirreno-Adriatico. Robert Gesink prend la tête de l'épreuve durant une journée avant de finir deuxième du classement général final le 15 mars, seulement devancé par Cadel Evans après la dernière étape disputée en contre-la-montre remportée par Fabian Cancellara devant Lars Boom. La même semaine, Bauke Mollema finit neuvième de Paris-Nice. Mollema enchaîne en mars par une dixième place lors du Tour de Catalogne.
Début avril, Óscar Freire, initialement premier, est déclassé de la cinquième étape du Tour du Pays basque pour avoir bénéficié d'une poussette interdite de la part de son équipier Luis León Sánchez. La victoire revient à l'Italien Francesco Gavazzi. Robert Gesink est troisième du classement général de l'épreuve basque à 47 secondes du vainqueur, Andreas Klöden. Bauke Mollema obtient ensuite une deuxième place derrière Xavier Tondo lors du Tour de Castille-et-León. À la fin du mois, Rabobank obtient une place d'honneur sur le Tour de Romandie grâce à Pieter Weening qui est sixième du classement final.

### DuGiroau Tour de France

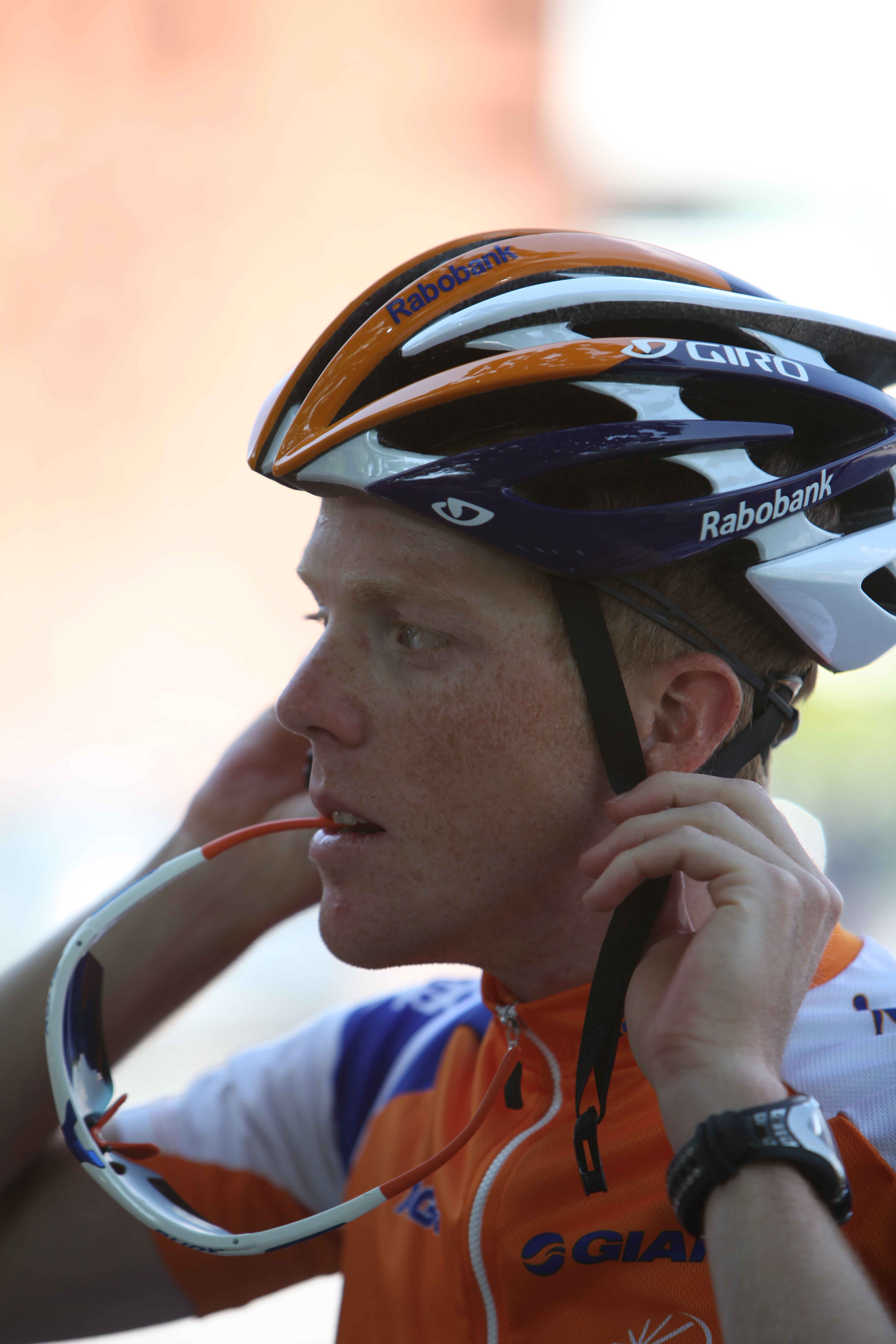
Steven Kruijswijk lors du Tour de Romandie 2011.

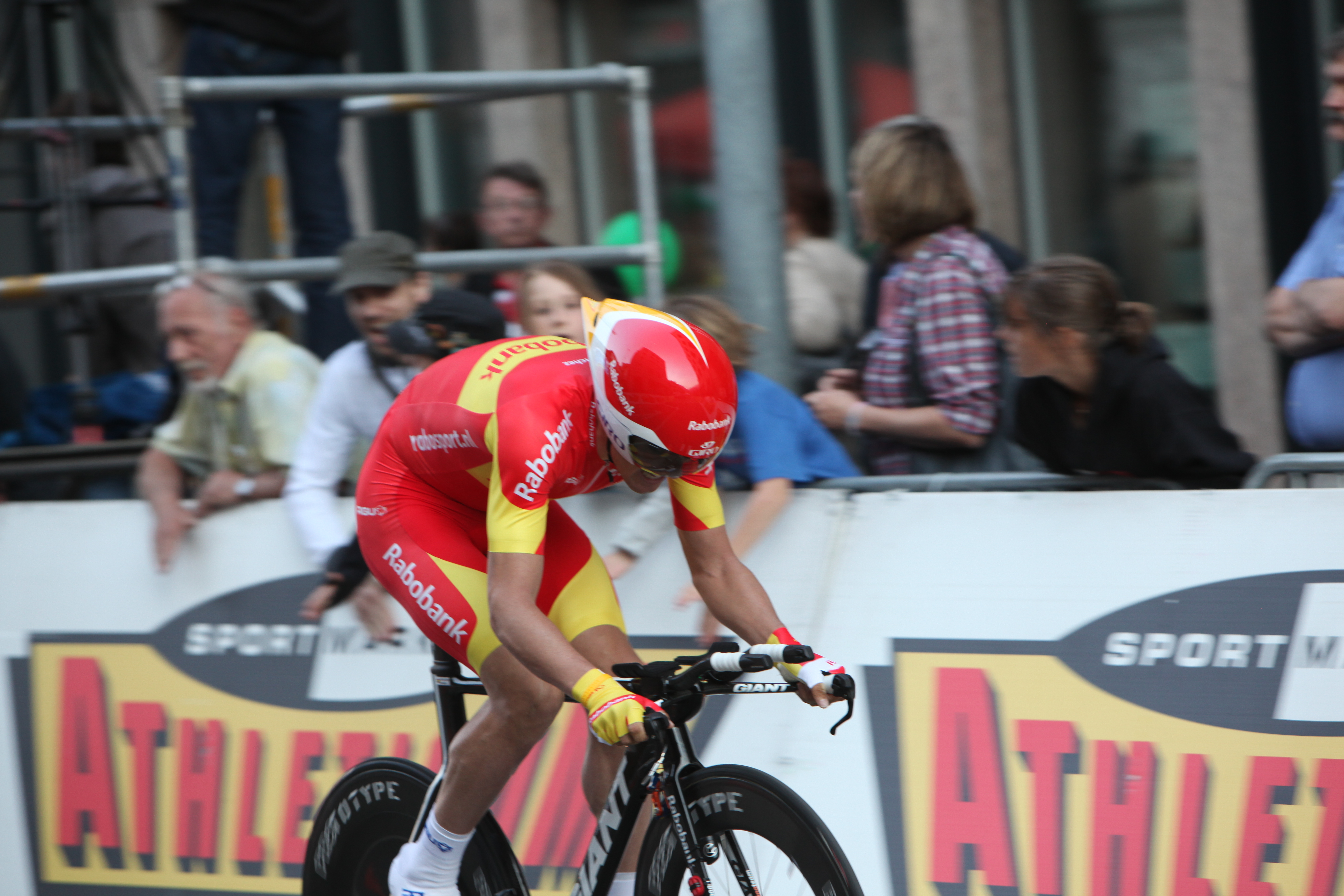
Luis León Sánchez, champion d'Espagne du contre-la-montre.

Robert Gesink aborde le Tour de France comme leader de sa formation et a comme objectif d'être « près du podium ». Cependant, plusieurs coureurs de l'équipe dont Gesink sont victimes de chutes lors de la première semaine de course,. Gesink ne peut donc suivre le rythme des meilleurs coureurs et se classe trente-troisième du Tour et premier coureur de son équipe. Rabobank obtient une victoire d'étape grâce à Luis León Sánchez lors de la neuvième étape.

### Du Tour de France au Tour d'Espagne

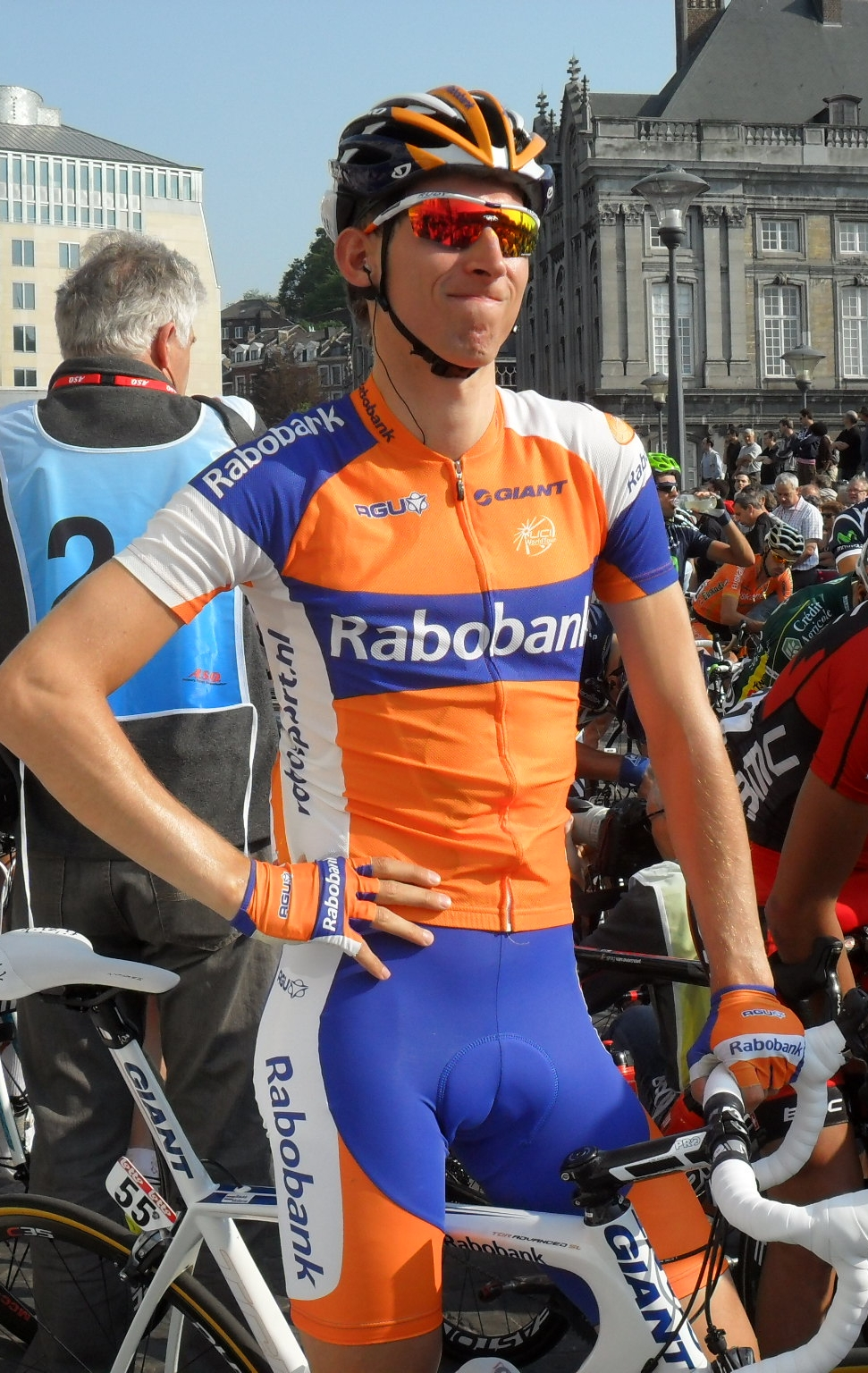
Bauke Mollema en 2011.

Bauke Mollema obtient plusieurs places d'honneur lors de la première semaine du Tour d'Espagne. Ces places lui permettent d'endosser le maillot rouge de leader au terme de la neuvième étape où il est seulement devancé par Daniel Martin. Il ne garde la tête de la Vuelta qu'une journée, Christopher Froome s'emparant du maillot rouge au terme d'un contre-la-montre de 47 kilomètres. Mollema reste dans le haut du classement lors des étapes suivantes et est finalement quatrième du classement final. Sa régularité lui permet de remporter le classement par points. Deuxième à égalité avec Joaquim Rodríguez au départ de la dernière étape, il se mêle au sprint massif final et sa neuvième place d'étape lui permet de marquer les points nécessaires pour devancer le coureur espagnol,.

## Coureurs et encadrement technique

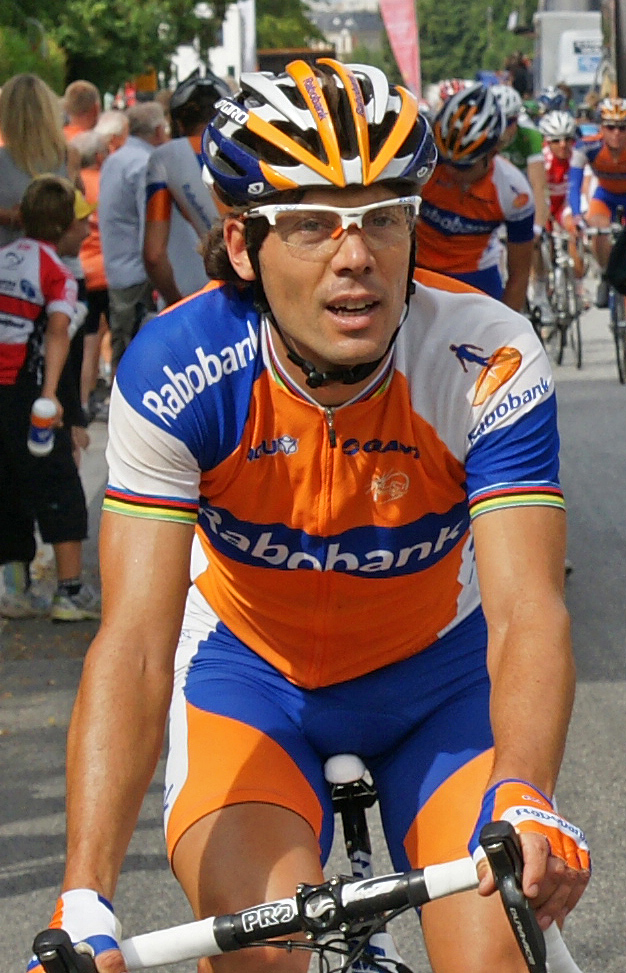
Oscar Freire en 2011

### Effectif
| Cycliste            | Date de naissance | Nationalité | Équipe 2010          |
| ------------------- | ----------------- | ----------- | -------------------- |
| Carlos Barredo      | 5 juin 1981       | Espagne     | Quick Step           |
| Lars Boom           | 30 décembre 1985  | Pays-Bas    | Rabobank             |
| Theo Bos            | 22 août 1983      | Pays-Bas    | Cervélo Test         |
| Matti Breschel      | 31 août 1984      | Danemark    | Saxo Bank            |
| Graeme Brown        | 9 avril 1979      | Australie   | Rabobank             |
| Stef Clement        | 24 septembre 1982 | Pays-Bas    | Rabobank             |
| Rick Flens          | 11 avril 1983     | Pays-Bas    | Rabobank             |
| Óscar Freire        | 15 février 1976   | Espagne     | Rabobank             |
| Juan Manuel Gárate  | 24 avril 1976     | Espagne     | Rabobank             |
| Robert Gesink       | 31 mai 1986       | Pays-Bas    | Rabobank             |
| Steven Kruijswijk   | 7 juin 1987       | Pays-Bas    | RabobanK             |
| Sebastian Langeveld | 17 janvier 1985   | Pays-Bas    | Rabobank             |
| Tom Leezer          | 26 décembre 1985  | Pays-Bas    | Rabobank             |
| Paul Martens        | 26 octobre 1983   | Allemagne   | Rabobank             |
| Michael Matthews    | 26 septembre 1990 | Australie   | Jayco-Skins          |
| Bauke Mollema       | 26 novembre 1986  | Pays-Bas    | Rabobank             |
| Grischa Niermann    | 3 novembre 1975   | Allemagne   | Rabobank             |
| Luis León Sánchez   | 24 novembre 1983  | Espagne     | Caisse d'Épargne     |
| Tom-Jelte Slagter   | 1er juillet 1989  | Pays-Bas    | Rabobank Continental |
| Bram Tankink        | 3 décembre 1978   | Pays-Bas    | Rabobank             |
| Laurens ten Dam     | 13 novembre 1980  | Pays-Bas    | Rabobank             |
| Maarten Tjallingii  | 5 novembre 1977   | Pays-Bas    | Rabobank             |
| Jos van Emden       | 18 février 1985   | Pays-Bas    | Rabobank             |
| Dennis van Winden   | 2 décembre 1987   | Pays-Bas    | Rabobank             |
| Coen Vermeltfoort   | 11 avril 1988     | Pays-Bas    | Rabobank Continental |
| Pieter Weening      | 5 avril 1981      | Pays-Bas    | Rabobank             |
| Maarten Wynants     | 13 mai 1982       | Belgique    | Quick Step           |
| Stagiaire           | Date de naissance | Nationalité | Équipe 2011          |
| Jetse Bol           | 8 septembre 1989  | Pays-Bas    | Rabobank Continental |
| Marc Goos           | 30 novembre 1990  | Pays-Bas    | Rabobank Continental |

## Bilan de la saison

### Victoires

#### Sur route
| Date       | Course                                        | Pays        | Classe | Vainqueur           |
| ---------- | --------------------------------------------- | ----------- | ------ | ------------------- |
| 20/01/2011 | 3e étape du Tour Down Under                   | Australie   | WT     | Michael Matthews    |
| 06/02/2011 | Prologue du Tour du Qatar                     | Qatar       | 2.1    | Lars Boom           |
| 15/02/2011 | 1re étape du Tour d'Oman                      | Oman        | 2.1    | Theo Bos            |
| 17/02/2011 | 3e étape du Tour d'Oman                       | Oman        | 2.1    | Theo Bos            |
| 18/02/2011 | 4e étape du Tour d'Oman                       | Oman        | 2.1    | Robert Gesink       |
| 19/02/2011 | 5e étape du Tour d'Oman                       | Oman        | 2.1    | Robert Gesink       |
| 20/02/2011 | Classement général du Tour d'Oman             | Oman        | 2.1    | Robert Gesink       |
| 23/02/2011 | 4e étape du Tour d'Andalousie                 | Espagne     | 2.1    | Óscar Freire        |
| 24/02/2011 | 5e étape du Tour d'Andalousie                 | Espagne     | 2.1    | Óscar Freire        |
| 26/02/2011 | Circuit Het Nieuwsblad                        | Belgique    | 1.HC   | Sebastian Langeveld |
| 04/03/2011 | 1re étape du Tour de Murcie                   | Espagne     | 2.1    | Michael Matthews    |
| 09/03/2011 | 1re étape de Tirreno-Adriatico                | Italie      | WT     | Rabobank            |
| 25/04/2011 | Tour de Cologne                               | Allemagne   | 1.1    | Michael Matthews    |
| 11/05/2011 | 5e étape du Tour d'Italie                     | Italie      | WT     | Pieter Weening      |
| 05/06/2011 | Prologue du Critérium du Dauphiné             | France      | WT     | Lars Boom           |
| 05/06/2011 | Tour de Rijke                                 | Pays-Bas    | 1.1    | Theo Bos            |
| 10/06/2011 | Prologue du Delta Tour Zeeland                | Pays-Bas    | 2.1    | Jos van Emden       |
| 16/06/2011 | 6e étape du Tour de Suisse                    | Suisse      | WT     | Steven Kruijswijk   |
| 22/06/2011 | Championnat des Pays-Bas du contre-la-montre  | Pays-Bas    | CN     | Stef Clement        |
| 24/06/2011 | Championnat d'Espagne du contre-la-montre     | Espagne     | CN     | Luis León Sánchez   |
| 10/07/2011 | 9e étape du Tour de France                    | France      | WT     | Luis León Sánchez   |
| 07/08/2011 | 6e étape du Tour du Danemark                  | Danemark    | 2.HC   | Theo Bos            |
| 19/08/2011 | Dutch Food Valley Classic                     | Pays-Bas    | 1.1    | Theo Bos            |
| 13/09/2011 | 3e étape du Tour de Grande-Bretagne           | Royaume-Uni | 2.1    | Lars Boom           |
| 16/09/2011 | 6e étape du Tour de Grande-Bretagne           | Royaume-Uni | 2.1    | Lars Boom           |
| 18/09/2011 | Classement général du Tour de Grande-Bretagne | Royaume-Uni | 2.1    | Lars Boom           |

#### En cyclo-cross
| Date       | Course                                  | Pays     | Classe | Vainqueur |
| ---------- | --------------------------------------- | -------- | ------ | --------- |
| 09/01/2011 | Championnat des Pays-Bas de cyclo-cross | Pays-Bas | CN     | Lars Boom |

### Résultats sur les courses majeures
Les tableaux suivants représentent les résultats de l'équipe dans les principales courses du calendrier international (les cinq classiques majeures et les trois grands tours). Pour chaque épreuve est indiqué le meilleur coureur de l'équipe, son classement ainsi que les accessits glanés par Rabobank sur les courses de trois semaines.

#### Classiques
| Classique            | Milan-San Remo     | Tour des Flandres        | Paris-Roubaix           | Liège-Bastogne-Liège | Tour de Lombardie    |
| -------------------- | ------------------ | ------------------------ | ----------------------- | -------------------- | -------------------- |
| Coureur (classement) | Óscar Freire (94e) | Sebastian Langeveld (5e) | Maarten Tjallingii (3e) | Paul Martens (13e)   | Carlos Barredo (23e) |

#### Grands tours
| Grand tour           | Tour d'Italie                       | Tour de France                                                  | Tour d'Espagne     |
| -------------------- | ----------------------------------- | --------------------------------------------------------------- | ------------------ |
| Coureur (classement) | Steven Kruijswijk (8e)              | Robert Gesink (33e)                                             | Bauke Mollema (4e) |
| Accessits            | 1 victoire d'étape (Pieter Weening) | 1 victoire d'étape et classement par points (Luis León Sánchez) | -                  |

### Classement UCI
L'équipe Rabobank termine à la neuvième place du World Tour avec 687 points. Ce total est obtenu par l'addition des points des cinq meilleurs coureurs de l'équipe au classement individuel que sont Robert Gesink, 17e avec 222 points, Bauke Mollema, 22e avec 190 points, Steven Kruijswijk, 33e avec 128 points, Michael Matthews, 63e avec 74 points, et Laurens ten Dam, 64e avec 73 points,.
| Rang | Coureur             | Points |
| ---- | ------------------- | ------ |
| 17   | Robert Gesink       | 222    |
| 22   | Bauke Mollema       | 190    |
| 33   | Steven Kruijswijk   | 128    |
| 63   | Michael Matthews    | 74     |
| 64   | Laurens ten Dam     | 73     |
| 69   | Maarten Tjallingii  | 70     |
| 73   | Luis León Sánchez   | 64     |
| 75   | Carlos Barredo      | 60     |
| 79   | Pieter Weening      | 56     |
| 85   | Sebastian Langeveld | 50     |
| 87   | Jos van Emden       | 50     |
| 95   | Óscar Freire        | 38     |
| 129  | Lars Boom           | 20     |
| 154  | Paul Martens        | 8      |
| 186  | Graeme Brown        | 4      |
| 190  | Theo Bos            | 3      |
| 208  | Matti Breschel      | 1      |
| 226  | Rick Flens          | 1      |